# Ladj Ly
Ladj Ly (/ladʒ li/) (Francia, 1978) es un director de cine y guionista francés. Fue ganador del Premio del Jurado en el Festival de Cannes por dirigir la película Les Misérables (Los miserables) en 2019.

## Datos biográficos
De padres de origen maliense, Ladj Ly creció en Montfermeil, en el distrito de Bosquets. Apasionado por el video, siguió una formación multimedia y grabó sus primeras películas en su vecindario con sus amigos Kim Chapiron y Romain Gavras, entre otros.[cita requerida]
Continuó dirigiendo varios documentales, entre ellos 365 jours à Clichy-Montfermeil, en 2007. Su primer largometraje, Les Misérables, fue candidato en los Premios Globo de Oro y seleccionado para representar a Francia en la entrega de los Premios Oscar del 2020.[cita requerida]

## Filmografía

### Como director
- 2007 : 365 jours à Clichy-Montfermeil, documental
- 2008 : Go Fast Connexion, cortmetraje
- 2014 : 365 jours au Mali, documental
- 2016 : À voix haute : La Force de la parole
- 2017 : Les Misérables, cortometraje
- 2017 : À voix haute : La Force de la parole, documental
- 2017 : Chroniques de Clichy-Montfermeil, documental
- 2019 : Les Misérables, largometraje

### Como actor
- 2006 : Sheitan de Kim Chapiron : Ladj
- 2010 : Notre jour viendra de Romain Gavras : persona en el chat de video
- 2018 : El mundo es tuyo de Romain Gavras : Paoudré
- 2019 : Sakho & Mangane de Jean-Luc Herbulot (serie de televisión) : Victor

## Premios y distinciones
Festival Internacional de Cine de Cannes
| Año  | Categoría         | Película       | Resultado |
| ---- | ----------------- | -------------- | --------- |
| 2019 | Premio del Jurado | Los Miserables | Ganador   |

- Premios César
  - 2018 - Mejor cortometraje por Les Misérables (nominado)
  - 2018 - Mejor documental por À voix haute : La Force de la parole (nominado)
- Premios del Cine Europeo
  - 2019 - Mejor película europea por Les Misérables (nominado)
  - 2019 - Mejor guion por Les Misérables (nominado)
  - 2019 - Mejor descubrimiento europeo por Les Misérables (ganador)
- Independent Spirit Awards
  - 2020 - Mejor película internacional por Les Misérables (nominado)
- Premios Goya
  - 2020 - Mejor película europea por Les Misérables (nominado)
- Jerusalem Film Festival
  - 2020 - Mejor película internacional por Les Misérables (ganador)